# Exékiasz

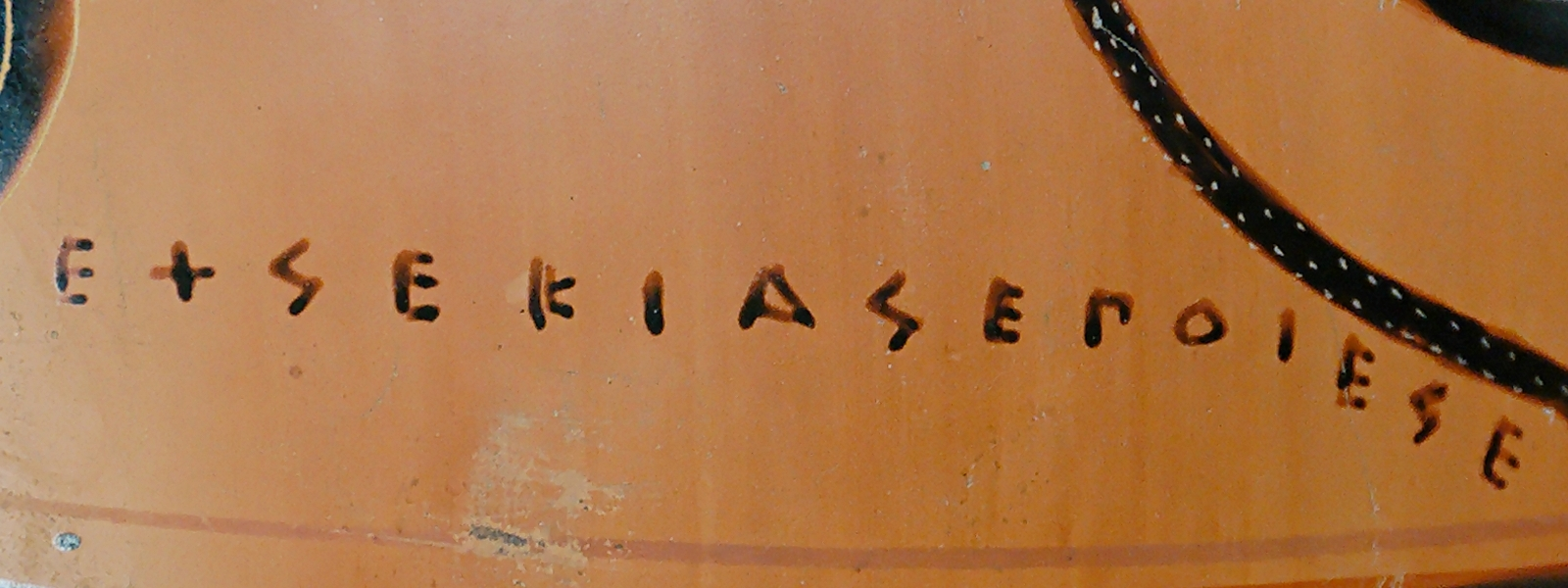
Exékiasz aláírása:

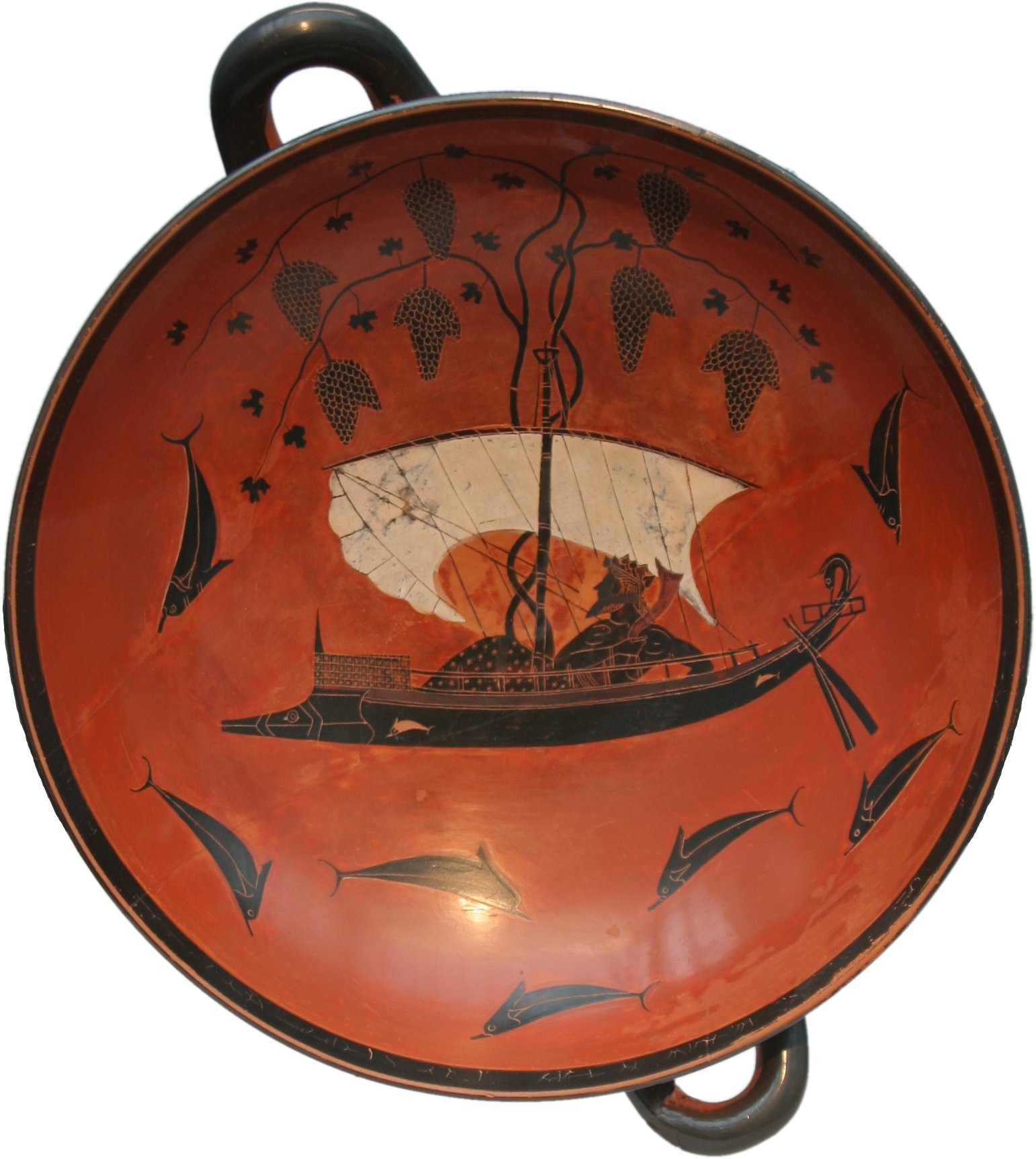
Exékiasz „Dionüszosz a tengeren" című munkája

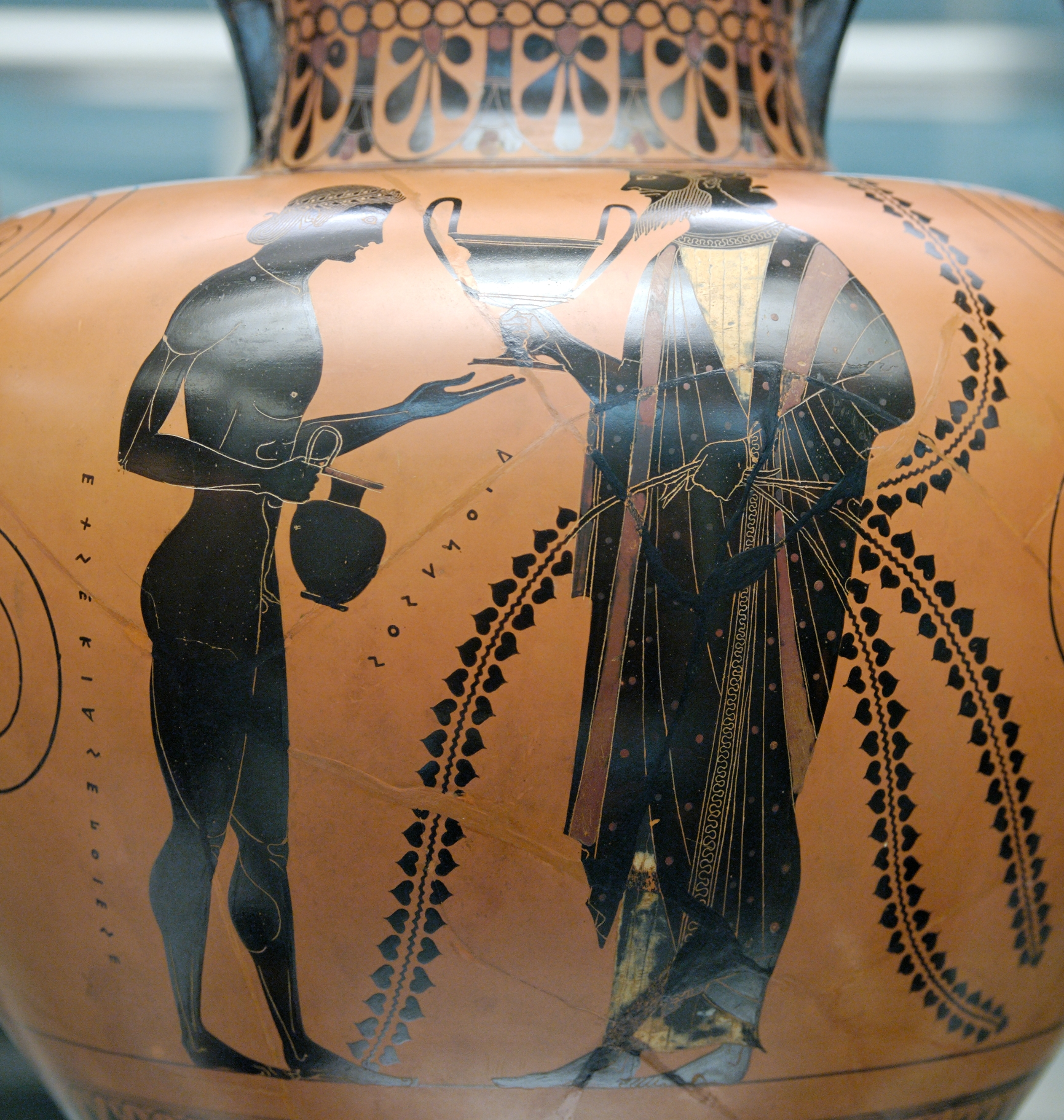
Dionüszosz és fia, Oinopión

Exékiasz (Ἐξηκίας, saját aláírása Εχσεκιας, azaz Ekhszekiasz, i. e. 6. század második fele) athéni görög fazekasmester és vázafestő. Tizenegy szignált munkája ismert. Ebből kilencen csak mint az edény készítője szerepel, kettőn viszont a képet is ő készítette. További huszonhárom vázaképről tehető fel, hogy az ő munkája, valamint egy sorozat agyagtáblákra festett halotti szertartásjelenet is hozzá kapcsolható. A táblák mérete 37×43 centiméter, és talán mozaikként egy sírépítmény díszei lehettek.
Athénban ekkor volt feketealakos vázafestészet virágkora, ilyenek a szignált vázaképei is. Vázaképeinek tematikája a görög mitológia, annak is az epikus részei. A hagyományos ábrázolás mellett sok újítást is bevezetett képein, amelyek egy részét azonban utódai nem alkalmazták. Nagy méretű, többalakos képek jellemzők rá. Tanítványa volt az első vörösalakos vázafestő, Andokidész is.
Nevéhez kapcsolódik a kratér egy változatának kifejlesztése is, a „kehely-kratéré”, amelynek jellemzője a nagyon széles száj.
Ismertebb vázaképei: „Dionüszosz a tengeren" (külix, München), „Legelő lovak" (amfora, Philadelphia) Egy nagyméretű feketealakos amforája a budapesti Szépművészeti Múzeum állandó kiállításán látható. A Dionüszosz-külix kívül-belül díszített. Külső felén két pár szem, belső felén egy felvont vitorlájú hajó látható. Dionüszosz járműve, amelyet kalózok fogtak el, és az istent rabszolgának adták volna el, ha nem növeszt az árbócon szőlőfürtöket. A festés még a fülekre is kiterjed, ami általában nem volt szokásban.
Egy, a Vatikánban őrzött amforán Akhilleusz és Aiasz ábrázolása látható. A két fegyveres alak dobókockával játszik. Részletgazdag, finom festmény. A feketealakos technika lényege, hogy a vörös mázzal borított edényre fekete festékkel viszik fel a mintát. Exékiasz ezen a képen még a hősök hajzatát is részletezte, nagyon finom bekarcolt vonalakkal, amelyek átütik a fekete festéket és a vörös alap látszik ki alóluk. Ez a karctechnika szinte minden festményén feltűnik. A legfinomabb köpenydíszeket, arcvonásokat, ékszereket és egyéb apró részleteket volt képes ilyen módon láttatni.

## Külső hivatkozások
- Beazley-archívum
- A Dionüszosz-külix
- Akhilleusz és Pentheszilea Archiválva 2011. május 22-i dátummal a Wayback Machine-ben
- Aiasz öngyilkossága
- Patroklosz csatája